# 益田朋幸
益田 朋幸（ますだ ともゆき、1960年 - ）は、日本の西洋美術史学者、早稲田大学教授。

## 来歴
埼玉県生まれ。早稲田大学文学部美術史学科卒、1991年同大学院文学研究科博士後期課程満期退学。ギリシアの国立テサロニキ大学院に学びPh.D.。2000年女子美術大学教授、2002年早稲田大学文学部助教授、2004年早稲田大学文学部教授、早稲田大学文学学術院教授。

## 著書
- 『ピーターラビットの謎 キリスト教図像学への招待』東京書籍 1997
- 『描かれた時間』論創社 2001
- 『ビザンティン』「世界歴史の旅」山川出版社 2004
- 『ビザンティンの聖堂美術』中央公論新社 2011
- 『ビザンティン聖堂装飾プログラム論』中央公論美術出版 2014
- 『光の美術：モザイク』岩波新書 2025

図版解説
- 『Byzantine ビザンティン美術への旅』赤松章写真 平凡社 1995
- 『地中海紀行ビザンティンでいこう!』解説・写真 東京書籍 1996

### 共編著
- 『岩波西洋美術用語辞典』喜多崎親共編著 岩波書店 2005
- 『ヨーロッパ中世の時間意識』甚野尚志共編 知泉書館 2012
- 『ヨーロッパ文化の再生と革新』甚野尚志共編 知泉書館 2016
- 『ヨーロッパ中世美術論集4 聖堂の小宇宙』編 竹林舎 2016
- 『西洋美術の歴史2　中世Ⅰ』加藤磨珠枝共編著 中央公論新社 2016

### 翻訳
- ジョン・ラウデン『初期キリスト教美術・ビザンティン美術』岩波書店「岩波世界の美術」 2000